# 正真寺 (松戸市)
正真寺（しょうしんじ）は、千葉県松戸市にある真言宗豊山派の寺院。

## 歴史
創建年代は不明である。ただ寛文年間（1661年 - 1673年）より始まった伝兵衛新田の開発があったことから、その時期に創建されたものと推測される。新田を開発したのは戸張伝兵衛で、これが「伝兵衛新田」の由来となっている。伝兵衛は新田の鎮守として香取稲荷神社を創建、続いて当寺を創建した。
昭和40年代より始まった都市開発により、当地は「栄町」に改称された。
当寺境内にある欅や榎は、松戸市の保護樹に指定されている。

## 交通アクセス
- 馬橋駅より徒歩21分。